# Juan Francisco Fresno
Pour les articles homonymes, voir Larrain.
Juan Francisco Fresno Larraín (26 juillet 1914 à Santiago du Chili - 14 octobre 2004) est un cardinal chilien, archevêque de Santiago du Chili de 1983 à 1990.

## Repères biographiques

### Prêtre
Juan Francisco Fresno Larraín est ordonné prêtre le 18 décembre 1937 pour le diocèse de Santiago du Chili.

### Évêque
Nommé évêque de Copiapó le 15 juin 1958, il est consacré le 15 août suivant.
Le 28 juillet 1967, il devient archevêque de La Serena avant d'être nommé archevêque de Santiago du Chili le 3 mai 1983. Il occupe cette fonction jusqu'au 30 mars 1990, date à laquelle il se retire, ayant atteint l'âge de 75 ans.

#### Président de la conférence épiscopale du Chili
Mgr Fresno est élu président de la conférence épiscopale du Chili en 1975, sous le régime du général Pinochet. Il joue un rôle-clef dans la restauration de la pleine démocratie au Chili sous l'ère Pinochet en établissant le contact avec les chefs de l'opposition et en les persuadant de s'unir en un front démocratique allant des marxistes, à l'alliance démocratique (Alianza Democrática), jusqu'aux démocrates conservateurs. Après la chute du général Pinochet, il intensifie les liens avec le gouvernement chilien et soutient officiellement l'Acuerdo Nacional para la Transición a la Democracia Plena (Accord national pour la transition vers la pleine démocratie), du 25 août 1985, patronné par l'Église catholique du Chili. Cela mène en 1988 au référendum national chilien qui marque le début de la fin du régime militaire.

### Cardinal
Il est créé cardinal par le pape Jean-Paul II au consistoire du 25 mai 1985 avec le titre de cardinal-prêtre de Santa Maria Immacolata di Lourdes a Boccea.